# Rizal Park
Il Rizal Park (in filippino: Liwasang Rizal, in spagnolo: Parque Rizal)
è un parco pubblico di rilevanza storica situato a Manila, progettato nel 1820 e dedicato al patriota filippino José Rizal. Il parco è conosciuto anche come Luneta Park (o semplicemente Luneta), o Bagumbayan (dal filippino: Nuova Città), nome attribuito durante il periodo della dominazione spagnola. Il sito è una meta turistica molto ambita, essendo anche uno dei parchi più vasti nel sud-est asiatico.
Il parco è situato sulla baia di Manila ed è adiacente alla città murata di Intramuros. Il luogo è di notevole rilevanza per la storia delle Filippine; in particolare, vi fu fucilato pubblicamente José Rizal il 30 dicembre 1896 e la dichiarazione di indipendenza delle Filippine dagli Stati Uniti fu proclamata all'interno del parco il 4 luglio 1946.

## Storia
Durante il dominio spagnolo, nel 1820, viene conclusa l'opera di costruzione del Paseo de Luneta (Piazza della Lunetta) a sud delle mura di Intramuros. 
Prima della realizzazione del parco, la piccola area cittadina situata nell'area adiacente alle mura, che prese il nome di Nuevo Barrio (tradotto appunto in Bagumbayan) nel 1601, fu sfruttata dalle truppe inglesi nel 1762 attaccare la città murata. In seguito a questo evento fu dato l'ordine di bonificare l'area, che divenne nota come Campo di Bagumbayan (Bagumbayan Field) dove rimasero la Cuartel de Luneta, un ospedale militare spagnolo, e un piccolo fiume artificiale a forma di mezza luna.
Nel 1901, José Rizal venne nominato eroe nazionale dal Governatore William Howard Taft, il quale istituì anche un giorno di festività nell'anniversario della sua morte (Rizal Day) e rinominò strade e città in suo nome. Taft garantì inoltre uno spazio al centro di Luneta per erigere una statua in onore dello stesso Rizal, richiesta dal popolo.

### Monumento a Rizal

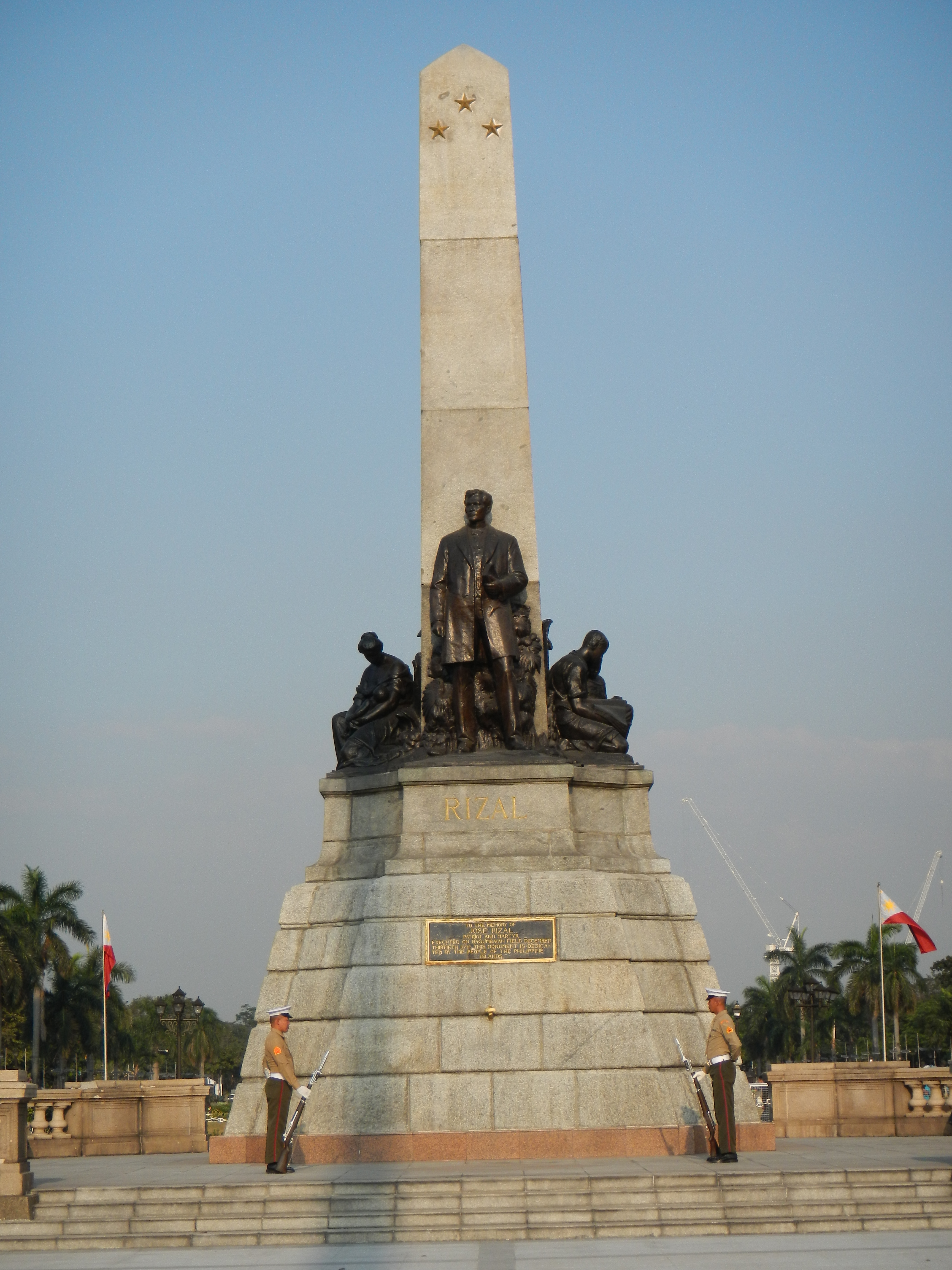
Monumento al Dr. José Rizal nel cuore di Luneta Park, Manila

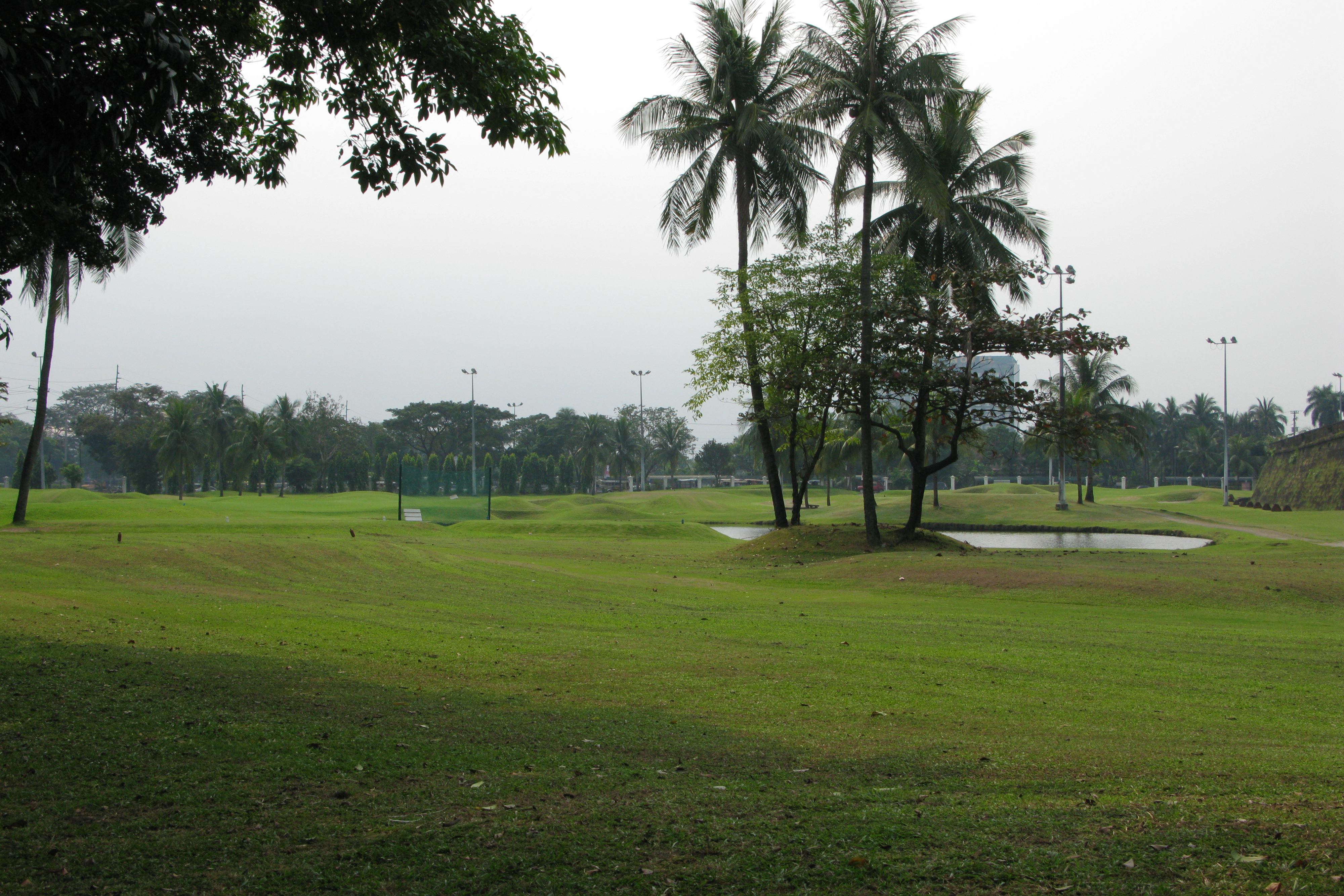
Giardini

Nel 1905 venne istituito un concorso artistico, al quale vennero invitati scultori locali e stranieri, per scegliere il monumento adibito ad onorare la memoria di José Rizal. Alla scadenza, nel 1907, vennero presentate 40 bozze in scala ridotta. La giuria premiò al primo posto il bozzetto numero 21 intitolato Al Martir de Bagumbayan scolpito dall'artista italiano Carlo Nicoli, famoso anche per il suo monumento a Giuseppe Garibaldi a Carrara, mentre al secondo posto venne premiato il bozzetto numero 9, Motto Stella di Richard Kissling, scultore svizzero.
Nonostante il contratto di costruzione spettasse a Nicoli, per motivi non noti, il contratto venne assegnato a Kissling.
Durante la Gran Cerimonia tenutasi nel 1912, nell'anniversario della morte di José Rizal, i suoi resti vennero trasferiti all'interno di urna d'avorio dal cimitero Paco (Paco cemetery) e riposti alla base della statua in suo onore. Per la prima volta, la cerimonia vide i Cavalieri di Rizal agire in funzione di guardia d'onore. 
Nel 1913 il monumento venne finalmente esposto al pubblico. La statua si compone di un obelisco di granito alle spalle di una raffigurazione bronzea di José Rizal, il quale regge un libro con aria sicura. Sulla parte superiore dell'obelisco vi sono tre stelle rappresentanti le tre grandi isole delle Filippine: Luzon, Mindanao e Visayas. Alla base del monumento vi è una placca che recita:
In occasione del centenario della nascita di José Rizal, nel 1961, l'obelisco di granito venne sostituito con una colonna in acciaio pesante elevando la struttura ad un'altezza totale di 30,5 metri dagli originali 12,7 metri. Il cambiamento, che venne commissionato dalla José Rizal National Centennial Commission (JRNCC) a carico di Juan Nakpil, non venne particolarmente apprezzato dal pubblico, sollevando molte polemiche di vario tipo: in sua difesa, Nakpil citò il segretario dell'Istruzione e capo del JRNCC, Manuel Lim, che presentava l'immensa l'altezza del pilastro come guida per le imbarcazioni che si avvicinavano via mare, ma anche come faro per i cittadini, in modo da aiutarli ad orientarsi. Due anni dopo, la colonna costata ₱145000 venne rimossa su richiesta di Carlos Quirino e di Alejandro Roces durante la settimana santa.
Ad oggi, il monumento a José Rizal, assieme all'intero Rizal Park, è sotto la cura e la gestione del National Parks Development Committee, un ente affiliato al Dipartimento del Turismo delle Filippine.

## Eventi rilevanti all'interno del parco
- 4 luglio 1946 - Viene proclamata l'indipendenza della Repubblica delle Filippine, autorizzata dal Presidente degli USA, Harry Truman.
- 7 aprile 1948 - Elpidio Quirino diventa presidente e recita il suo giuramento due giorni dopo la morte di Manuel Roxas.
- 15 gennaio 1995 - Viene festeggiata la Giornata mondiale della gioventù (World Youth Day), in cui il parco ha ospitato per la prima volta 5 milioni di persone, assieme a Papa Giovanni Paolo II, rendendo l'evento il secondo raduno papale più grande al mondo[5].
- 12 giugno 1998 - Si tiene la celebrazione del centenario dell'indipendenza filippina dal colonialismo spagnolo, la cerimonia è stata condotta dal presidente Fidel V. Ramos.
- 18 gennaio 2015 - Viene svolta la messa conclusiva a seguito della visita papale di Papa Francesco; alla messa hanno partecipato 6 milioni di fedeli, rendendo l'evento il raduno papale più grande al mondo[6].

### Eventi ricorrenti
- Vengono celebrati annualmente la giornata dell'indipendenza (12 giugno), il Rizal Day (30 dicembre) e i festeggiamenti di Capodanno (31 dicembre).
- Il parco è la meta finale del Tour de Filipinas, l'annuale gara ciclistica nazionale che si tiene ogni marzo o aprile.
- La parata di apertura del Metro Manila Film Festival viene tenuta ogni anno il giorno di Natale.
- Le cerimonie per gli insediamenti presidenziali si svolgono ogni sei anni a partire dal 30 giugno 1992.